# Allianz pro Schiene
Die Allianz pro Schiene e. V. (ApS) ist ein gemeinnütziges Verkehrsbündnis, das sich für einen höheren Marktanteil des Schienenverkehrs im Güter- und Personenverkehr in Deutschland einsetzt. Die Struktur des Bündnisses führt Akteure aus Wirtschaft und Zivilgesellschaft zusammen. Den Verein tragen sowohl Unternehmen als auch Umweltverbände, Gewerkschaften, Fahrgastorganisationen und Hochschulen. Sie haben das Ziel, die Schiene im Wettbewerb der Verkehrsträger zu stärken. In der Wissenschaft gilt der Verband als „Vorzeigebeispiel einer strategischen Allianz“.

## Selbstverständnis
Der Verein versteht sich als politische Interessenvertretung des klimafreundlichen Schienenverkehrs in Deutschland. Das gemeinnützige Verkehrsbündnis fordert von der Politik verschiedene Maßnahmen zur Stärkung des Schienenverkehrs, um auf diesem Weg die Umwelt- und besonders die Klimabelastung durch die Mobilität zu senken. Konkret dringt es auf eine Erhöhung der öffentlichen Mittel für den Schienensektor. Die Allianz pro Schiene tritt für faire Wettbewerbsbedingungen zwischen den Verkehrsträgern (insbesondere Steuergerechtigkeit und Kostenwahrheit im Verkehr) ein. Des Weiteren setzt sich der Verein dafür ein, das Image des Verkehrsträgers Schiene in Politik und Öffentlichkeit zu verbessern.

## Geschichte
Der Verein wurde am 14. Juni 2000 in Frankfurt am Main gegründet. Gründungsmitglieder waren unter anderem die drei Eisenbahngewerkschaften GdED (später TRANSNET), GDBA, GDL, die Umweltverbände BUND und NABU, die Fahrgastverbände Pro Bahn und Deutscher Bahnkunden-Verband (DBV) sowie der VCD. Norbert Hansen war der erste Vorsitzende des neuen Bündnisses. Seit 2001 leitet der Diplom-Politologe Dirk Flege die Geschäftsstelle im Berliner Regierungsviertel.
Als Gegenpol gründeten am 2. Juli 2002 in Berlin die Mineralölindustrie, Straßenbaufirmen, der ADAC und der VDA den Verband „Pro Mobilität“.

## Politische Arbeit
In den zwei Jahrzehnten seit ihrer Gründung hat sich die Allianz pro Schiene als Gesprächspartner von Bundesverkehrsministerium, den Bundestagsfraktionen und Parteien sowie der Öffentlichkeit und den Medien etabliert. Sie ist regelmäßig in Kommissionen der Bundesregierung und in Anhörungen des Deutschen Bundestages vertreten, führt Gespräche mit Abgeordneten, Ministeriums-Vertretern und Journalisten.
Öffentliche Aufmerksamkeit finden regelmäßig erstellte Informationen und Studien beispielsweise zu den Pro-Kopf-Investitionen in die Schieneninfrastruktur in ausgewählten europäischen Ländern, zur Verkehrspolitik in den Bundesländern (Bundesländerindex Mobilität & Umwelt) oder zur Sicherheit der unterschiedlichen Verkehrsträger. Zudem äußert sich die Allianz pro Schiene laufend zu aktuellen Debatten etwa über die Klimapolitik oder die Steuer- und Abgabenlast für unterschiedliche Verkehrsmittel.

## Aktionen
Der Verband veranstaltet öffentlichkeitswirksame Wettbewerbe:

### Bahnhof des Jahres
Der Titel „Bahnhof des Jahres“ würdigt seit 2004 Bahnhöfe mit besonderem Kundenservice oder anderen hervorstechenden Merkmalen.

### Clara-Jaschke-Innovationspreis
Mit der Auszeichnung „Clara-Jaschke-Innovationspreis“ (früher „Innovationspreis Mobilitätsgestalterin“) wurden Frauen ausgezeichnet, die mit ihren Konzepten und ihrer Arbeit Innovationsleistungen im Bereich Mobilität erbracht haben.

### Deutscher Verkehrswendepreis
Der Deutsche Verkehrswendepreis zeichnet fünf Projekte aus, die zur Nachahmung anregen und die die Umsetzung der Verkehrswende beschleunigen.

### „Eisenbahner mit Herz“
Beim „Eisenbahner mit Herz“ zeichnet die Allianz jedes Jahr Beschäftigte aus, die sich für besonders ihre Fahrgäste eingesetzt haben. Die Vorschläge dafür reichen die Bahnkunden selbst ein.

## Struktur und Finanzierung
Auch die Struktur des Verbandes spiegelt wider, dass er sich auf die zwei Standbeine Wirtschaft und Zivilgesellschaft stützt. Ordentliche Mitglieder sind andere Non-Profit-Organisationen aus der Zivilgesellschaft. Vertreter dieses Non-Profit-Spektrums stellen ganz überwiegend den Vorstand des Verbandes. Einen stimmberechtigten und zwei nicht stimmberechtigte Vertreter entsenden die Fördermitglieder, also die Unternehmen der Schienenbranche. Sie tragen den Hauptanteil an der Finanzierung.
Die Allianz pro Schiene finanziert sich zu etwa 80 Prozent über Spenden beziehungsweise Mitgliedsbeiträge. Den Großteil davon steuern die Unternehmen (Fördermitglieder) bei. Mit zwei Prozent sind die Organisationen der Zivilgesellschaft (ordentliche Mitglieder) beteiligt. Etwa ein Siebtel der Einnahmen kommt von Drittmittelprojekten, die die öffentliche Hand vergibt. Die restlichen Einnahmen stammen von Projektzuschüssen von Kooperationspartnern.

## Mitglieder und Fördermitglieder
Im Verein sind die großen Umweltverbände Deutschlands, der Bund für Umwelt und Naturschutz Deutschland (BUND), der NABU, die Naturfreunde sowie die Deutsche Umwelthilfe (DUH) als ordentliche Mitglieder organisiert, außerdem die beiden deutschen Eisenbahnergewerkschaften Eisenbahn- und Verkehrsgewerkschaft (EVG) und Gewerkschaft Deutscher Lokomotivführer (GDL), dazu der Bundesverband Deutscher Eisenbahn-Freunde sowie diverse Verbraucherverbände wie der Auto Club Europa (ACE), der Automobil-Club Verkehr (ACV), der Allgemeine Deutscher Fahrrad-Club (ADFC), der Verkehrsclub Deutschland (VCD), der deutsche Bahnkunden-Verband (DBV), der Fahrgastverband Pro Bahn sowie weitere berufsständische Organisationen, Hochschulen und die „Konferenz für Kirchliche Bahnhofsmission“ – die 23 Mitgliedsverbände vertreten mehr als 2,5 Millionen Einzelmitglieder. Als Fördermitglieder unterstützen nahezu alle namhaften Unternehmen aus der Bahnbranche die Allianz pro Schiene: Eisenbahnverkehrsunternehmen, Bahntechnikproduzenten, Gleisbaufirmen sowie Finanzdienstleister. Die über 150 Unternehmen stehen für einen Umsatz im Schienenverkehr von jährlich 30 Milliarden Euro.

## Bundesländerindex Mobilität
Der „Bundesländerindex Mobilität“ wurde seit 2012 herausgegeben und wertet verfügbare statistische Daten, zum Beispiel vom Statistischen Bundesamt, dem Umweltbundesamt, im Bereich Mobilität sowie die verkehrspolitischen Weichenstellungen aller 16 Bundesländer aus. Er erschien einmal jährlich. Anfang 2013 wurde dieser Index vom Nachhaltigkeitsrat der Bundesregierung mit dem Preis für Nachhaltigkeit im Bereich Verkehr ausgezeichnet.

## Mobilitätsbarometer
Das „Mobilitätsbarometer“, ein Gemeinschaftsprojekt der Allianz pro Schiene, des deutschen Verkehrssicherheitsrats (DVR) und des Bundes für Umwelt und Naturschutz Deutschland (BUND) wurde erstmals im November 2022 veröffentlicht und soll von da an jährlich erhoben werden. Mit einer „zufallsbasierten Telefon- und Online-Befragung“ des Meinungsforschungsinstituts Kantar Emnid von über 2.000 Menschen ab 14 Jahren wird es als „repräsentativ für Alter, Geschlecht und Bundesland“ bzw. „die Gesamtbevölkerung in Deutschland“ bezeichnet.
Die Befragung richtet sich nach der Zufriedenheit mit ÖPNV-Anbindungen und der Sicherheit im Rad- und Fußverkehr. Im Unterschied zu rein quantitativen statistischen Erhebungen wie Fahrplandaten oder Unfallzahlen wird hier die jeweilige persönliche Wahrnehmung fokussiert; das Mobilitätsbarometer soll „ein aussagekräftiges Stimmungsbild, wie die Menschen die Qualität der klimafreundlichen Mobilität in ihrem Wohnumfeld bewerten und welche Veränderungen sie wahrnehmen“ liefern und „die Ergebnisse Öffentlichkeit und Politik Orientierung bieten, wie es um die Verkehrswende in Deutschland bestellt ist und wo weiterer Handlungsbedarf besteht“.

## No Mega Trucks
Im Juli 2008 begann der Verein gemeinsam mit der Europäischen Transportarbeiter-Föderation (ETF), den European Automobile Clubs (EAC) und Friends of the Earth Europe die EU-weite Kampagne No Mega Trucks: Das Bündnis mobilisiert gegen die Zulassung von übergroßen Lastkraftwagen (auch bekannt als Gigaliner, Riesen- oder Lang-LKW) in Europa. Über 200 Organisationen aus 25 Ländern haben sich bislang auf der Kampagnen-Webseite als Riesen-Lkw-Gegner eingetragen. Zu den Verbänden zählen Automobilclubs, Umweltverbände, Verbraucherverbände, Gewerkschaften und Wirtschaftsverbände.

## EU-Projekte
Der Verein beteiligt sich regelmäßig an EU-Projekten und anderen Drittmittelprojekten.

### FLAVIA
Das EU-Projekt FLAVIA hatte das Ziel, die intermodale Güterverkehrslogistik zwischen Mittel- und Südosteuropa zu verbessern und dabei zur Entlastung von Straßen und zur Verbesserung der Erreichbarkeit der Regionen die umweltfreundlichen Verkehrsträger Schiene und Binnenschiff zu stärken. Im Rahmen von FLAVIA wurden u. a. Erfolgsgeschichten von Verladern aus verschiedenen Industriebranchen aus sieben europäischen Ländern (Deutschland, Österreich, Polen, Ungarn, Rumänien, Slowakei und Tschechische Republik) zusammengetragen und veröffentlicht, die in den vergangenen Jahren ihre Logistikprozesse vom Lkw auf die Bahn umgestellt hatten.

### USEmobility
Im EU-Projekt USEmobility wurden in sechs europäischen Ländern (Deutschland, Österreich, Belgien, Niederlande, Ungarn und Kroatien) eine umfangreiche Befragung und in zehn ausgewählten europäischen Regionen Modellversuche durchgeführt, um zu erfahren, was Menschen bewegt, auf umweltfreundliche Verkehrsmittel umzusteigen. Das Projekt untersuchte den Nah- und Regionalverkehr, den die meisten Bürger für ihre täglichen Reisen nutzen und der eine Reihe von Möglichkeiten für den multimodalen Verkehr bzw. den Wechsel des Verkehrsträgers bietet. Auf der Basis dieser Befragungsergebnisse hat das internationale Projektkonsortium strategische Handlungsempfehlungen aus der Nutzerperspektive erarbeitet, die einen Wechsel zum multimodalen Verkehrsverhalten mittel- und langfristig befördern und die sich an verschiedene Zielgruppen richten: Politik, Verkehrsunternehmen, Europäische Kommission und die Zivilgesellschaftsorganisationen.

## Resonanz auf Verbandsaktivitäten und Kritik
Mittlerweile gilt das Bündnis als „Deutschlands wichtigster Interessenverband für die Eisenbahn“. Das Verkehrsbündnis wird in der medialen Berichterstattung zuweilen „DB-nah“ genannt. Hintergrund ist, dass die Deutsche Bahn AG der finanzkräftigste Förderer des Vereins ist. Aufgrund der heterogenen Zusammensetzung des Bündnisses wird die Allianz pro Schiene in den Medien jedoch auch als „bahnkritisch“, „Fahrgastverband“ oder „Ökobündnis“ bezeichnet.